# Flavio Quiroz
Flavio Quiroz – kolumbijski zapaśnik walczący w stylu wolnym. Czterokrotny medalista igrzysk boliwaryjskich, złoto w 1973, 1977 i 1981 roku. 